# Pourquoi-Pas? (1908)
El Pourquoi Pas? IV (En español ¿Por qué no?) fue un barco de investigación, cuarto con ese mismo nombre, construido en 1907 por el explorador francés Jean-Baptiste Charcot para ser usado en sus diversas expediciones al Ártico y al Antártico. El Pourquoi Pas? se hundió el 16 de septiembre de 1936 en aguas de Islandia pereciendo la tripulación excepto uno, incluido el propio Charcot.

## Historia
En 1907, el explorador francés Jean-Baptiste Charcot comenzó a preparar su segunda expedición antártica para la que encargó la construcción de un nuevo buque, el cuarto Pourquoi-Pas?, un buque de exploración polar de tres mástiles, equipado además con un motor, tres laboratorios y una biblioteca. Fue diseñado y construido por François Gautier en los astilleros de su propiedad.

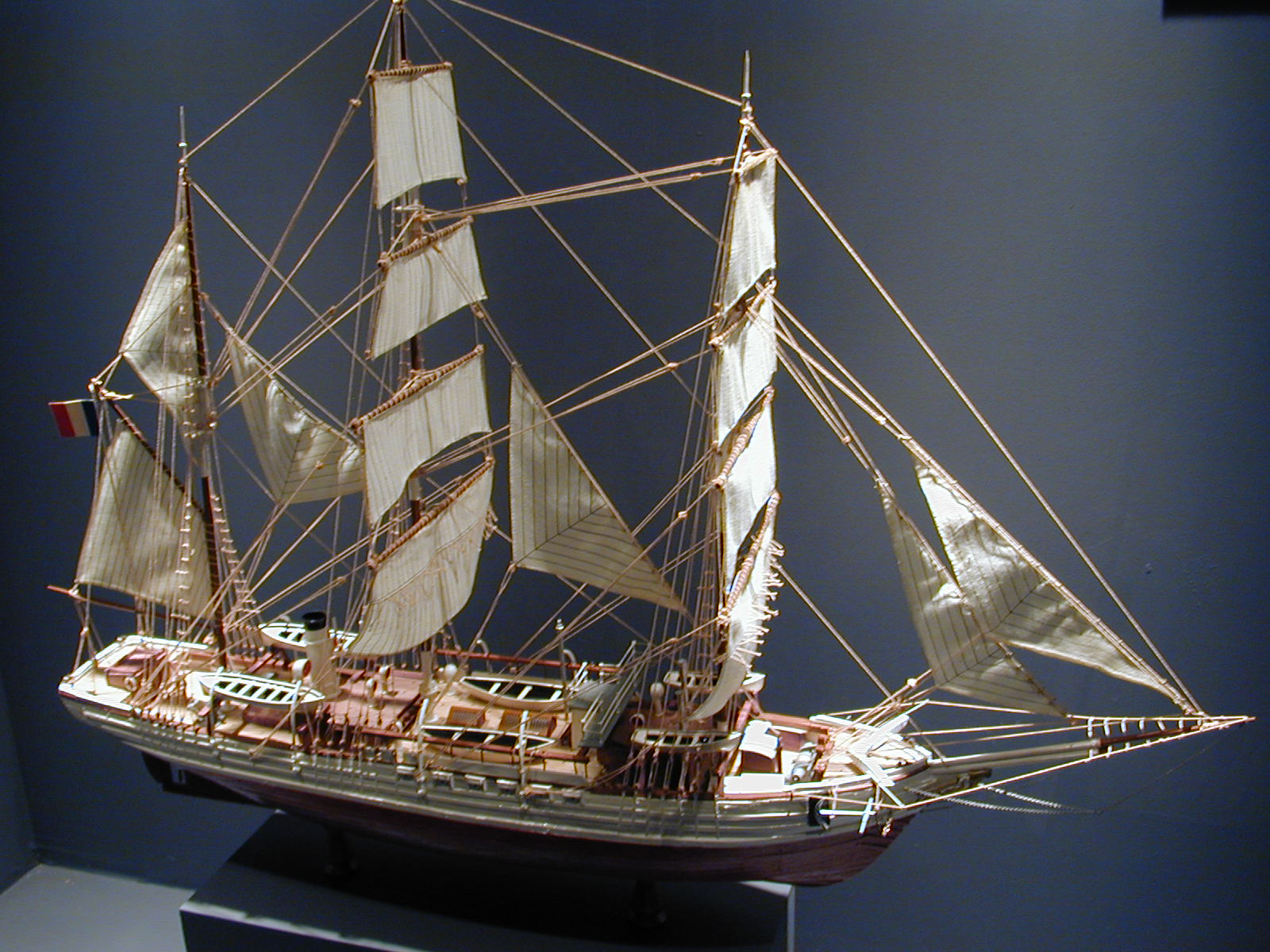
Maqueta del Pourquoi-Pas? IV conservada en el Museo oceanográfico de Mónaco.

De 1908 a 1910 se desarrolló la expedición antártica a bordo del Pourquoi-Pas? IV, incluyendo un invierno pasado en la isla Petermann. Volvió a Francia habiendo cubierto con éxito su plan científico.
En 1912, el buque llegó a ser el primer buque escuela de la Armada francesa. Desde 1918 hasta 1925, Charcot pudo disponer del Pourquoi-Pas? en varias misiones científicas en el Atlántico Norte, el Canal de la Mancha, el Mar Mediterráneo y las Islas Feroe, principalmente para estudiar la litosfera y la geología submarinas mediante redes de dragado, material al que Charcot hizo numerosas mejoras.
Desde 1925, y debido a haber superado el límite de edad, Charcot perdió el mando del buque aunque permaneció como Jefe de Misiones en numerosos viajes al Ártico. En 1926 el Pourquoi-Pas ? estuvo en misión de exploración de la costa este de Groenlandia en la que se trajeron de vuelta a Francia numerosos fósiles y ejemplares de flora e insectos.
En 1928 participó en la investigación de la desapación del hidroavión Latham 47 que pilotaba el explorador noruego Roald Amundsen, quien estaba a su vez buscando al explorador italiano Umberto Nobile.
En 1934 el Pourquoi-Pas? partió de nuevo hacia Groenlandia en misión etnográfica encabezada por el etnólogo y explorador polar Paul-Émile Victor, quien pasó un año en Angmagssalik viviendo entre la población Esquimal. En 1935, volvió de nuevo a esa parte de Groenlandia para buscar a Victor y tres compañeros que habían permanecido con él y comenzó el levantamiento de mapas de esas regiones. El 16 de septiembre de ese año escapó de un intenso ciclón refugiándose a tiempo en un puerto de Islandia.
En 1936, volviendo de una misión en Groenlandia para dejar material científico a Victor, el Pourquoi-Pas? se detuvo en Reikiavik para aprovisionarse de combustible. El 15 de septiembre partió para Saint-Malo pero al día siguiente fue sorprendido por una violenta tormenta y naufragó en los arrecifes de Álftanes. 23 miembros de la tripulación se perdieron en el hundimiento mientras que 17 supervivientes acabaron muriendo antes de que pudiesen ser rescatados, sólo sobreviviendo uno, el timonel Eugène Gonidec. Jean-Baptiste Charcot fue uno de los fallecidos.
La isla Pourquoi Pas, la punta Pourquoi-Pas, ambos en la Antártida y el buque de investigación Pourquoi Pas? del IFREMER y de la Marina Nacional de Francia, recibieron el citado nombre en honor de este buque.